# Kees Bregman
Kees Bregman (* 8. August 1947 in Amsterdam) ist ein ehemaliger niederländischer Fußballspieler. Er absolvierte für den MSV Duisburg und Arminia Bielefeld insgesamt 203 Bundesligaspiele.

## Karriere
Beim HFC Haarlem stand Bregman in der Saison 1970/71 erstmals im Kader eines Eredivisie-Teams, damals jedoch noch als gelernter Stürmer. Mit den Haarlemern stieg er ab und war in der kommenden Saison in der zweiten niederländischen Liga, der Eerste Divisie, aktiv. 1972 wechselte er zum Erstligisten ADO Den Haag, für die er in den kommenden zwei Jahren regelmäßig spielte und in 56 Partien beachtliche 13 Tore erzielen konnte.
1974 zog es ihn zum MSV Duisburg in die Bundesliga. Sein Debüt in der höchsten deutschen Spielklasse gab er am 31. August 1974 (2. Spieltag) bei dem 2:0-Sieg über den FC Schalke 04, als er in der 63. Minute für Lothar Schneider eingewechselt wurde. Es folgten 19 weitere Einsätze in der Saison 1974/75 und vier Einsätze im UEFA-Pokal gegen Enosis Neon Paralimni aus Zypern und dem bulgarischen Klub Lewski Sofia. Gleich in seiner ersten Saison erreichte Bregman mit seiner Mannschaft auch das Finale des DFB-Pokals, das aber mit 0:1 gegen Eintracht Frankfurt verloren wurde. Bregman wurde kurz vor Schluss eingewechselt, konnte die Niederlage jedoch nicht mehr verhindern.
Seinen ersten Bundesligatreffer erzielte Bregman am 2. Spieltag der Saison 1975/76 zum 5:1-Endstand gegen Schalke 04, nur eine Woche später traf er gegen Kickers Offenbach nur zwei Minuten nach seiner Einwechslung in der 71. Minute erneut. Am 2. Spieltag der Saison 1976/77 leitete er mit dem 1:1-Ausgleichstreffer den 5:2-Erfolg seiner Duisburger über den amtierenden Europapokalsieger FC Bayern München ein. Mit einem guten sechsten Platz in der Saison 1977/78 qualifizierte sich der MSV erneut für den UEFA-Pokal und schaffte in der Folgesaison sogar den Einzug ins Halbfinale, in dem man sich allerdings Borussia Mönchengladbach geschlagen geben musste. Bregman kam sowohl in den beiden Halbfinalpartien als auch unter anderem in den Viertelfinal- und Achtelfinalspielen gegen Honvéd Budapest bzw. Racing Straßburg zum Einsatz.
1979 kehrte Bregman zurück in die Niederlande, wo er eine Saison bei Roda Kerkrade unter Vertrag stand. Bereits zu Beginn der Saison 1980/81 wechselte er zurück in die Bundesliga und heuerte bei Arminia Bielefeld an, für die er zwei Jahre eine wichtige Rolle spielte. 1982 wechselte Bregman erneut zum MSV Duisburg, die mittlerweile in der 2. Bundesliga spielten. Nach zwei Jahren und 70 Einsätzen wechselte er für eine weitere Saison zum Zweitligisten Fortuna Köln. In der Saison 1988/89 spielte Bregman für Rot-Weiß Oberhausen in der Oberliga Nordrhein.
Bregman absolvierte in seiner Karriere insgesamt 203 Bundesligaspiele, in denen er sechs Tore erzielte. Dazu kommen 73 Spiele (13 Tore) in der Eredivisie, 85 Einsätze (2 Tore) in der 2. Bundesliga, 22 Partien (3 Tore) im DFB-Pokal und 14 Einsätze im UEFA-Pokal.

## Privates
Bregman war zwei Jahre wegen Kokainhandels im Gefängnis. Heute leitet Bregman einen Friseursalon in Amsterdam. Außerdem trainiert er eine Freizeitmannschaft des AFC Amsterdam.